# 六四事件中的西安市
1989年春夏之交，中华人民共和国爆发全国性抗议运动，史称六四事件或八九民运，中国官方称1989年春夏之交的政治风波。期间作為陕西省的省會，西安出現全省最大規模的遊行示威，亦包括抗议、罢课、集会及其他政治表达行为。这些活动多由学生、工人主导，也包含市民等群体发起，与全国范围内的抗议相呼应。其中4月22-23日發生在西安的省政府的暴力示威和騷亂，導致政府機關被衝擊、焚燒，並成為著名的四二六社論的導火索之一。

## 4月

### 4月15日-4月21日
胡耀邦死后，地方政府发给中央政府的报告表明，4月15日，西安的學生開始哀悼胡耀邦。西安市一些高校出現標語、輓聯及大小字報。西安交通大學一張大字報寫:「天昏地暗人悲,歎壯志難酬;淚盡血枯聲竭,哭忠傑又亡」。4月16日下午3时，钟楼广场有几位不愿透露身份的青年抬着两个大花圈悼念胡耀邦，其中一个花圈的挽联写着：“广大青年的导师，爱国志士的良友。”另一个写着：“敢说敢干、公正坚韧是您的精神，民主科学法制是我们永恒的追求。”此举吸引数百人围观讨论。晚上7时，仍有不少人在花圈处驻足议论，话题多围绕“胡耀邦被气死”等。有示威者表示胡的死“給人的印象就是疑問太大。他的死不太明白。他過去為知識份子和文化方面付出了非常大的力量。他的死可以說是被氣死。聽說當天他是在開會討論教育問題”。4月17日，發生首次遊行，主要的要求是新聞自由、民主等。陕西省委书记说，每天约有10000人聚集，人群中不仅包括学生，还包括工人、官员和西安的其他居民。游行者讨论的主题包括通货膨胀、工资和住房等问题。
从4月18日凌晨起，高校学生将悼念活动扩展至社会。零时40分，西安交通大学和陕西机械学院2000余名学生游行至新城广场，沿途呼喊「沉痛悼念胡耀邦同志」等口號。1時半游行队伍进入陕西省政府大楼呼喊口号，3时20分起陆续返校。中午12时30分，西北大学、陕西师范大学等校千余名学生在新城广场集会，并在廣場中心的国旗杆上升起花圈。13时30分，西北政法学院400名学生在西安烈士陵园举行悼念活动。
4月19日，各高校貼出了許多輓聯、詩詞、大小字報。從19日晚到4月20日凌晨，西北大学几百名学生到西北工业大学串联。凌晨1时起，西北工业大学、西安电子科技大学、西北大学等校有10000名学生沿途呼喊着“打倒省政府，打倒官僚”的口号遊行，並涌入陕西省政府大楼，要求与省长对话，千余名群众尾随，闯入陝西省政府办公区。有人鼓動學生砸門窗,未獲學生回應。他们的主要訴求之一是要解释為何两年前胡耀邦會被迫辞职。幾個小时後由於遲遲無法对话，4时30分后，学生陆续乘各校派来的汽车返校。
4月20日天亮以後，中午12时，新城广场聚集人数由早晨約300增到约5000人，部分学生演讲，其中西北工业大学有1000余名学生，有五、六百名学生冲进去后在办公大楼前静坐示威。下午3时，学生和群众涌入省政府大楼，人数超万人。武警从队伍前排带走6人，引发示威者“放人!放人!”的呼声。高校领导和教师持续疏导，拿走學生演講用的話筒，部分学生离开，约2300人冲上省政府台阶，被200余名武警阻拦。示威者多次冲击未果,雙方僵持一個多小時。後來下雨，剩下的人也离开了。下午5时15分，广播要求群众离开，「請圍觀群眾迅速離開,謹防個別人煽動鬧事」,並播放新華社評論員文章〈維護社會穩定是社會大局〉，5时30分限15分钟撤离，500名武警跑步前來执勤，6时中雨后仅剩约300人，隨後解散。官方稱如果不是下雨,事態有可能進一步擴大，又称“闹事者”多为待业青年、工人、社會閒雜人員等，只有很少学生，并称他们不演讲不喊口号，只会起哄。
上海世界经济导报事件之后，该报收到来自陕西的声援电报、信件等。4月21日，學生繼續舉行悼念胡耀邦的集會，並提出了自由、民主的問題，亦要求撤銷官方對學生集會限制的通告。期间，各高校大小字報升溫,西安交大出现用气象播报形式暗喻时政的大字报，稱交大氣象臺「發現中國上空有一團烏雲,似魔鬼狀,近年來,已使中國年日照量漸趨下降,預計年內將有一場雷暴,年底可見天日」。

### 4月22日的示威、衝突与骚乱
4月22日，上午有大约4万人在陝西省政府大楼外的新城广场聚集，观看胡耀邦葬礼的现场直播。同時,數千名武警站在省政府大樓前,排成人牆防备。有人呼喊口号，有人张贴标语，有人发表演讲。在當天，陝西省省长侯宗宾甚至收到了一些学生寄來的花圈。12時，警察堵住了省政府大院東西兩側的大門。由於陝西省政府沒有就說明胡耀邦辭職原因的請願書做出答覆，现场开始爆发冲突。公安局報告“下午一时许，西安交通大学、西北大学、西北电子科技大学、陕西师范大学、西安冶金建筑学院、西安外语学院等院校的數萬名学生，喊着“打倒官僚”、“要民主，要自由”、“民主万岁”和攻击中央领导同志的口号，陆续进入新城广场。广场达三万余人”。有些人情緒開始激動，並推搡警察。有部分学生则指下午1時許，有二三十人抬着一個花圈來到西側院門口,向守在門口的武警交涉,要求將花圈送進陕西省政府院內,被武警拒絕,並將他們推出門外。在周圍示威者的聲援下,這些人抬着花圈,再次衝到門口,與站在門口的武警推擠在一起,雙方開始發生衝突。学生指武警首先“对群衆拳脚相加,衝上前的人再次被趕到門外”。官方报告则未提及这个说法。现场混亂中，有人向警察扔石头、砖块、酒瓶。守在門口的幾十名武警則用皮带抽打人群作為回應，圍在門口的人群紛紛向四周逃離。一些學生表示，混亂中西安交大的遊行隊伍曾與一些企圖搶花圈的人發生衝突。武警退回到院門口,四周的示威者又圍上來,這時,警方從院內開來兩輛东风牌卡車,堵死了西側院門口。原守在院門口的武警退到了院內。人群中有人衝上去,有人把悼念胡耀邦的花圈放在車上，也有人將堵在門口的卡車上的帆布篷點燃,並且有人打碎了路燈。幾名武警上前把蓬布拉下,扔在地上任其冒烟。其後,人群中又有人向院内的武警扔磚石。院內的武警開始集隊衝向廣場,用皮帶抽打人群。人們紛紛後退。此后武警一退，人群又湧上來。经过來回衝突三次,廣場上的氣氛開始緊張起來。
下午2時許,西北大學、西安交大等學校學生的遊行隊伍相繼來到廣場。他們有秩序地繞廣場遊行一周,然後,聚集於廣場中心。也有許多學生分散在廣場四周。在學生遊行期間,其他示威者與武警之間停止了衝突。約在2時30分,陕西省政府大樓的高音喇叭開始播放西安市政府通告。接着,又反覆播送了西北大學黨委副書記、西安交通大學校長的講話,要求學生們離開廣場。西安市公安局派出宣传车播放西安市人民政府和西安市公安局的通告，要求示威者离去，要求广场上的学生选派代表向省长反映意见。交通大学、西北大学相继派代表进省政府递交了意见书，省、市领导答应将意见书呈报中央，学生代表即动员本校学生撤离广场。
3時許，西側院門口又發生騷動。有人點燃了門口的傳達室,武警执勤岗楼以及数辆自行车。有目击学生指院內的武警“近在咫尺,既不制止,也不救火。其後開來一輛消防車,因火勢不大,很快就被撲滅”。此后消防警察並沒有退走,而是把高壓水龍頭對準人群衝擊,导致不少示威者被打倒在地。有示威者砸坏消防车挡风玻璃，抢走消防器材。拉鋸式的衝突再度重演。在救火時開走的兩輛堵門的汽車,現又開回來擋在門口。事后有学生质疑此前已经发生过纵火事件，但當時省政府又继续用同样的汽车来尝试阻截现场的示威者，并指控有“内部人士”说过“就是要叫他們燒!”、“燒吧,讓它燒吧，燒了還好”之类的话。此后，卡車再次被人點燃,省政府信访接待室也被点燃，廣場上冒起了黑烟。
約3時半左右,高音喇叭連續播放西北大學、西安交通大學學會負責人的講話,聲稱陕西省政府已接受了学生的要求,並要其離開廣場。省委大街後面出現了上千名防暴警察。一部分师生本着信任的態度，為緩和廣場上緊張的氣氛，開始離開廣場,但仍有許多学生繼續停留。下午4時過後,陕西省長侯宗賓到省政府大樓。学生指控此时“警察打人開始升級”。有大批頭戴鋼盔,手握盾牌的防暴警察從西側院門內衝出來。他們用拿着棍棒、皮帶殴打示威者，并用石頭、磚塊向人群密集處砸。有目击者指“許多學生和市民被打得頭破血流,其慘狀目不忍睹”。一些报道表明，一些官员和中共干部试图制止暴力，但無濟於事。政府西側院門內陕西省法院和檢察院的一些工作人员看到，有人在樓上呼喊警察不要打人，反遭樓下一些武警辱罵。示威者也指一些省政府機關的幹部（包括廳局級幹部）曾經制止警察，但反而被警察辱罵。廣場上的示威者也拿起石頭、磚塊向警察還擊。衝突中，一辆警车被點燃，政府前门也被烧毁。双方来回冲突四五回。一些市民（包括女中学生）愤怒地骂警察是“流氓”。警察打過來,人群就向後退。但警察在人群中不敢停留,稍一退後,人群又湧上去。有目击者也指控有人被警察拉進院內和省政府大樓內继续殴打。有的人被打昏。也有省政府大樓的工作人員看到警察對被抓進去的已完全失去反抗能力的人,用棍棒、皮帶等物打,或用脚在身上猛踏兇踩。
下午5時後,不少挨打的示威者逃離廣場。许多人下班在經過广场时，或想參與示威而湧向廣場，並被捲入混战。雙方衝突愈演愈烈,廣場上一片混亂,警察已無法控制局勢。晚六时，一辆带有“中国旅行社”标志的旅行车驶过省政府门时，遭到示威者的围攻，车窗玻璃被砸碎。大约晚上7点左右数百暴力示威者推倒陝西省政府和高级人民法院、陝西省人民检察院的隔墙，闯入陝西省政府以西的几栋建筑物并進行縱火，放火烧毁了法院、检察院的一辆面包车，两辆三轮摩托车，两辆小轿车，两辆吉普车和一辆卡车。還有人将燃烧的汽车推进省交通厅的车库内，致使库内存放的液化气钢瓶燃烧爆炸。有人又放火点燃了毗邻的省轻工业厅一个仓库，烧毁四间库房和库内的450公升汽油等物品。事後有目擊者指，當時檢察院代檢察長曾向公安廳提出制止打人，但公安廳置之不理。此後示威者湧向檢察院時,檢察院要求派武警保護,但出現了武警没有到位的現象,而檢察院就緊靠着省政府。
据报道，有一名來自被縱火的建築的高级官员要求警察停止对示威者使用暴力。晚八时许，,武警開始封鎖整個廣場。公安机关调集了5000余名警察前往广场。他們手持警棍、皮帶和磚頭，毆打和抓捕在場人士。人群向東、西、南三個方向逃離。同时在混亂中,一些人群逃到附近的“天天”服装店。一些被冲散的示威者仍在西华门一带再次打砸商店，抢劫财物，扔石头，并放火烧毁了一辆公共汽车。烧车的三人被当场抓获。新聞報導指“一伙暴徒”在逃跑時搶了服裝店，18名“暴徒”被警察當場抓獲。但部分目擊者指當時的情況為，一部份示威者被警察追至西華門十字路口，一些人慌無擇路,衝入街旁仍在營業的服裝店躲避,當即被追來的警察堵在裏面毆打，並將他們作為搶劫犯抓獲。有示威者質疑新聞報道的真實性，以及搶劫的説法是否成立，因爲官方所講的警察從事件一開始就很快在現場，與被捕人士將服裝店“洗劫一空”的説法存在矛盾，同时官方亦未如一般的抢劫案一样公布被抢的赃物证据。警察指被捕的18人中有一人抢东西，而事后学生尝试联系剩余的17人，均无法取得联系。在當天民眾與武警發生的衝突，2人死亡,5人受傷。晚上10時後,廣場恢復平靜,直到晚十二时许，事态才基本平息。但一些目擊者指部分被抓到省政府的人一直被毆打到次日凌晨1點鐘左右。也有部分省政府的工作人員直到深夜才從政府走出，因爲害怕在衝突中因爲穿便服而被警察毆打。
官方将四二二的冲突定性为严重的动乱事件，但由于有很多示威者在冲突中受伤，因此学生与一些示威者在事后将事件称为“四二二惨案”。有示威者指控政府的后院由于被殴打的示威者留有大量血迹，并需要清洗。有人指有中学女生在冲突中被警察抓入省政府大樓，并被亂摸及殴打致小便失禁，需要住院。有省政府一工作人員见到婦女被抓進後，被威胁扒下衣服。一名十幾歲的學生被抓后，到第二天下午,新城區派出所打電話叫家長領人。学生已被剃了光頭,頭上縫了數針。西北大學地理系的一名進修教師,在人群中的一棵樹上拍照。警察打退示威者後要其下來，并被警察打昏并继续殴打，事后需要住院四天。有一婦女下班路過新城廣場，并被警察從背後打了一棍,致傷住院。她為此向法院起訴但法院不受理。有学生在现场被兩個警察抓着帶到省委大樓里面殴打致昏迷，到晚上才送到医院抢救，并在醒来后被警察要求不要把事情說出去，否则“後果自負”。该名学生此后将事情經過寫下來，并交给之后的西安上京請願團，并被其他學生保護。也有人被打傷后,到報社投訴无果。示威者在事后亦流传有人被打死的说法（其人数从11人到19人不等）。有人认为示威现场确实有人乘機进行“搗亂”行为，但警察“不分青紅皂白”地殴打示威者，并且“對被抓住的人,不論有無過錯,一律用拳脚、棍棒相加”，完全违反了法制的精神。也有示威者指在被打傷的數百人中包括幾十位在場的便衣警察（包括西安某公安分局的副局長），而官方则指这些人是被“犯罪份子”打傷的。
政府表示，警察在商店内的任何行為都是对进入商店的搶劫者的回擊。尽管许多照片和目击者證實了4月22日在西安曾发生過暴力事件，但官方沒有承认有人員伤亡。公安局僅公佈在事件中的執法方受傷情況以及公共財物損失。其中被烧毀汽车、摩托车12辆,省政府汽車10輛、省檢察院6輛；烧毁房屋20间（油毡车棚3间，活动房2间，车库4间，石棉瓦简易房11间）；抓获抢劫、纵火、冲击省政府、扔石块、殴打公安的示威者164人（其中大学生31人“经教育已放回”），经审查，现已收审31人，行政拘留九人。公安干警和武警被打伤150余人，其中重伤22人（公安16人，武警6人）。公安部指21、22日抓获和带离现场的273人經過初步审查後，其中学生占27.1%，工人28.2%，农民13.9%，“无业人员”23.1%，干部2.9%，个体户2.6%，“流窜人员”2.2%。其中14岁以下有八人，最小的12岁，最大的34岁，经初步审讯后，有106人被释放。骚乱过后，中共陕西省委向中央報告陝西警力不夠,要求支援。经中央軍委批准后調派了4000名解放軍支援西安。
此后围绕四二二事件的调查和处理，西安的学生、市民示威者亦陆续提出相关的诉求，或到北京上訪請願，要求当局正式处理，并给西安市民一个满意的交代。有学生指在事件中被捕的学生，通常会被公安殴打后放出，但被拘捕的工人或一般群眾则会在被“毒打一頓”送到法庭判刑，“一般判得非常重”。也有学生在接受香港记者采访时透露，“有些工人的眼睛被打掉,腿被打斷,頭被打破。但他們都不敢說出來”，“有工人被打傷後,回到工廠被開除,仍然不敢說出他們的名字及在那裏工作……怕說出來會受到報復打擊”。

### 4月22日之后
騷亂次日（4月23日）上午起，當局對陝西省政府附近新城廣場四周的主要道路實行24小時交通管制，警察表示預料交通管制明日可望解除。當天商店晚上照常營業，但市區氣氛仍然緊張，各主要路口均有數十名警察把守，並有近千名頭戴鋼盔、持盾牌的武警，部份在新城廣場附近截查過路行人。《陝西日報》發表社評，稱讚了大學生看到騷亂就馬上撤離的做法，用溫和的措辭評價大學生悼念的方式有不妥，並認為廣場人數太多給了“歹徒”作案的機會。支持學運的人士則質疑官方對4月22日事件的説法，認爲官方避談警察毆打示威者的行爲，只强調在衝突和騷亂中破壞財物等的“犯罪分子”和“動亂分子”，同時新聞報道并不公正，因此激化矛盾。西北大學圖書館的一名工作人員表示“不管報紙怎麼說,我是親眼見到了,文化大革命中也没有見過這種場面”。也有人留下记忆创伤。警察的形象亦受到影響。四二二事件之後出現警察去个体户飯館吃飯，被店主拒绝接待。有省政府的廳局領導則在事件后要求人事處幹部以后不录用“武警轉業”的人员。有人指当局“製造了這場建國以來駭人聽聞的大血案,嚴重地損害了黨和政府在人民心目中的形象,使人民的生命和財產蒙受了巨大損失,使文明古城西安以及西安市民和廣大師生蒙受了空前的羞恥”。
4月24日，繼續有學生遊行。中午，新城广场的交通管制解除，所用部队返回营区。4月25日，西安有的学生散发油印传单，准备星期日到新城广场游行。广场上大批武警开始撤离，但是留下了少量警察在省政府门口戒备，另外，当局还从离西安市20公里外的解放军49军调来一批头戴钢盔的官兵在广场执勤。當天下午,陝西省政府、省高等教育局、西安市公安局在西安人民大廈會見香港亞洲電視記者,就4月22日騷亂事件做說明。西安市公安局局長曹存玉稱會“對犯罪者會儘快從嚴處理”，“騷亂中的受傷人數無法統計”。
4月26日，人民日报发表社论，认为“必须旗帜鲜明地反对动乱”，当中特别提到西安的骚乱，指“西安和长沙发生了一些不法分子打、砸、抢、 烧的严重事件”。在西安高校也出现了反驳该社论的大字报，称社论“谎话连篇”。有人質疑八六學潮以來經濟形勢變差的原因，有人質疑當中“有計劃的陰謀”的說法，或誇大示威者中打倒體制的聲音，有人認為社論沒有重視反官僚、反獨裁的訴求，也有質疑媒體宣傳不透明，才導致學生通過美國之音了解信息。同日，新华社指西安市公检法部门正在“查处4月23日动乱中的不法分子”。据市公安局提供的情况，截止25日，公安部门“已依法拘留不法分子68人，其中工人25人，无业人员15人，外地流入西安的人员18人，中学生10人”。
4月27日，有各高校約十萬學生遊行抗議四二六社論，使西安市中心交通完全中斷。學生遊行隊伍到達新城廣場後自發靜坐，從此開始了西安長達月餘的靜坐集會。4月28日，官方發佈對4月22日事件的聲明，聲明对事件的暴力程度和起因轻描淡写，这引起了西安市许多人的不满，在城市的大学校园里有人張貼反邓小平的海报。
4月29日，陝西日報报导西安市公安對西安發生的「四二二」事件的参与者，已逮捕了王軍等44人。晚上，中央电视台播出了袁木等人与学生的对话录像后，继续有大学生因为不满，上街或在校内进行游行，抗议袁木讲话。4月30日，西安出现一个署名“一科學院助研,非恐怖主義者”的《西安燒車何爲》大字报，评论四二二骚乱事件中的烧车行为，作者认为“政府抓住西安燒車不放,恰如抓住了一根救命的稻草”，并认为西安四二二事件中被烧的政府车是窃用教育经费所得，而很多地方的教育条件仍然非常恶劣。“於是,何以不燒?該燒!而若換了卑人的血氣方剛,最解民恨的還應該連了那教育廳長、局長們一並鎖在車內火化了”，“對於腐官庸官而言,如沒了別的制衡機制制約其為非作歹,又沒有民眾積郁成仇的火山爆發,豈不腐不可收、庸不可收?……此車經費何來?民怨不可抑”。

## 5月
5月1日，一些高校出现呼吁罢课的大字报和标语。11时，西北工业大学有人在高层建筑上挂出署名“88级研究生”、写着“罢课”大字的巨幅标语。西北大学有人从高楼散发百多份“西安高等院校联合罢课宣言、纲领”，署名“西安学生团结联合会”（西安團結學聯）。在传单中，西安团结学联表示中华人民共和国成立以来“共和國的旗幟上已汚尘襲染,腐敗現象叢生,黨風不正,官倒猖獗,經濟停滯,通貨膨脹,民主空氣淡薄,教育落後”，“在西安有數萬名爭取民主和自由而熱血沸騰的青年,正在主持人類的尊嚴,它正在喚起我們周圍衆多的朋友與我們一道奮鬥……北京的學生已站起來了,我們必須也行動起來！”。西安团结学联当日亦发表《告西安全體大學生書》，认为民主運動没有“被新聞界眞實報導”，“反被政府一再與不法分子扯在一起,混淆視聽,誣蔑為一場有組織有預謀的反黨反社會主義的動亂”，并指“政府在四月二十九日與北京部分大學生的對話拐彎抹角,搪塞支吾,顯然毫無誠意”，“我們相信每一個熱血兒女都不希望再有七十年、一百四十年……以實際行動來聲援北京大學生的民主運動。也為我們西安大學生的四二二民主遊行正名……號召西安所有的大學生從五月二日起開始舉行無限期罷課,不達到目的絕不復課”。
5月2日上午，西安交通大学1000多名学生打着“西安团结学联”、“团结总罢课”的横幅，唱着国际歌，手挽手在校内游行，并在校内大操场上聚集了2000多名学生，举行了声援北京学生、全体总罢课的宣誓仪式后自行解散。当晚，西北工业大学“五四青年会”在该校教室召开会议，宣布5月3日全体罢课。5月4日全体学生着军训服，佩戴校徽，持学生证上街游行。另外许多高校，亦出现鼓动罢课、游行的大字报、标语及宣传品，提出了五四上街游行的安排。5月3日，學生繼續舉行游行。
5月4日上午起，西北工业大学、西安电子科技大学、冶金建築學院、西北大学、西北政法学院等六所学校5000多人汇合陕西师大、教育學院、西安交通大学等校七千余人，大约有1.2万人舉行遊行抗議，響應當天全國的五四大游行。学生举着“发扬五四精神，争取民主自由”、“平抑物价”「堅持四項基本原則」、「打倒官倒,反對腐敗」等横幅到新城广场，向省政府递交请愿书,要求打倒官倒、打倒貪官等訴求。学生聯合向陕西省政府提出了清查“4.22”事件的要求，亦要求删除报纸上有关4月22日事件的指責性的言论，并要求政府与学生對話。据报道，陕西省副省长孫達人已与其中一些人进行了對話，游行者下午四时许返回学校。
学生对陕西省政府的回应并不满意，认为省政府的做法令人想起四五天安门事件，“不但未做任何答覆,仍然利用手中的權力和宣傳工具欺騙中央,哄騙百姓,混淆視聽”，并指责陕西省政府“一面說四二二惨案惨案是‘一小撮壞人製造的打砸搶燒事件’”，“一面却背地裏統一佈置”，要求西安所有非学校单位检举当日在新城广场的人，“這些人所犯下的不可饒恕的罪行,是在場的數萬西安市民、學生有目共睹的。大量的人證物證俱在,這些有力的證據,定能將事實大白於天下”。5月5日，西安中級人民法院一審判處「四二二」事件中的参与者王軍死刑。
出於對四二二事件結果的不滿，西安大專院校師生繼續發布面向中國中央領導人的請願書。他們認為陝西省政府“利用手中的權力和宣傳機器,欺騙群眾,哄騙百姓,混淆視聽,一方面說「422」慘案是一桩壞人製造的打砸搶燒事件,一方面繼續在西安製造恐怖”。他們呼籲中共中央,全國人大常委,國務院和最高人民檢察院組織專門調查團。請願書中認為陕西省政府及有關新聞單位保存有大量的現場錄像，他們要求立即封存這批錄像記錄以作調查，並追究若有私自銷毀者的法律責任。5月10日，西安繼續出现题为《誰是西安「4.22」慘案的兇手?——堅決要求清查「4.22」慘案,嚴懲暴徒》的大字报，署名为“西安地區大專院校師生”，对当局对四二二事件的处理提出多点质疑：
第一,西安的學生遊行有紀律、有秩序,並没有引起混亂,為什麼在學生退出廣場之後,却發生了無法無天的鬧劇和醜劇,形成震驚中外的大血案?!北京學生遊行的聲勢更大,為什麼没有出現打砸搶燒事件?
第二,從20日開始,省政府就調來了大批警察,精心準備,佈置了兩天,為什麼却不能及時制止極少數犯罪份子的擾亂,而使打、砸、搶、燒連續發生在同一個廣場上?
第三,當烟火升騰繚繞在新城廣場的省政府門前時,西安市有幾百輛消防車,省政府內又有消防設施,省政府大院的後門也通行。然而,令人奇怪的是22日火燒的現場,在24日還冒着餘烟?!
第四,打砸搶燒是難以容忍的犯罪行為!那麼,在極少數犯罪份子搗亂、破壞之時,為什麼數以萬計的人民群眾和人民的武警警察都不去搶救、保護人民的生命財產呢?而恰恰是群眾和武警之間發生持續數小時之久的大規模的流血衝突。

第五,29日,陕西省委書記張勃興承認“4.22"有誤傷學生和群衆的現象,那麼誤傷算不算犯罪?為何不了了之?為什麼被打傷的學生,都以採用保護性的措施為名而遣送回家,却不肯在文明、優越的西安來療養?為什麼西北大學被打傷的五名學生,在秘密的情況下,讓其回家,甚至讓一名進修生提前畢業?這豈不是一種心虛嗎?
该大字报表示“絕不允許極少數人欺騙黨中央和全國人民,用沾滿鮮血的雙手沾污文明古都西安的聲譽,絕不容忍極少數打砸搶燒份子逍遙法外,繼續為非作歹”，亦要求当局查清并公布四二二骚乱的真相并提出四点：
一、由中共中央、全國人大、國務院和最高級人民檢察院組織專門調查團,立即來陝迅速查清“4.22”慘案的真象,調查團中要有群眾、學生、記者等各界人士監督,陝西省政府及有關部門作為當事人,一律不得參加調查團。
二、根據調查結果,建議全國人大責成最高人民法院組成特別法庭,由最高人民檢察院提起公訴,公開審理西安“4.22”特大惨案。
三、依據刑法,追究“4.22”慘案的策劃者和現場指揮者的刑事責任,懲辦打人凶手,對罪大惡極、草菅人命者處以極刑。

四、由人民日報、中央人民廣播電視、中央電視台向全國人民公佈調查及審理結果,澄清事實。
5月15日上午，西安一万余名穆斯林上街游行抗议上海《性风俗》一书。游行队伍中有陕西师范大学、西北大学500多名学生，还有西安公路学院的十几名苏丹、也门等国的留学生。游行群众向省政府递交了请愿书。下午游行结束。公安局指“整个游行活动秩序良好”。當天早上，還有三十多名穆斯林砸了一家回民餐馆，指其“没有响应全市穆斯林停业游行的号召”。5月16日，西北政法学院六百多名学生罢课，西安交通大学有的学生到工厂讲演、募捐。
在整个运动期间，学生、市民和工人先后成立「聯合會」、「工人請願團」、「討血團」、「敢死隊」、「工人糾察隊」、「西安工人民主聯合自治會」（前身爲「西安市民聲援團」）等组织。其中「敢死隊」、「討血團」負責人为劉曉龍。「工人糾察隊」負責人为劉叢書。根據學生受訪者的說法，西安高校學生聯合會在每個高校都有一個分會。在聯合會之下,組織了諸如上京請願團、罷課團、絕食團等組織。各個高校也有自己的宣傳團和募捐團，並以宣傳運動為最大目的。由於市政府對學生的活動管制得非常嚴,不少高校聯會的負責人被抓被打。因此聯會的會長每天起碼移動工作地方兩次,以避開追踪。在街頭宣傳時,不同單位的職工會告知募捐團其單位發工資的日期，學生表示到工資日到相應的單位“反應都非常熱烈”，“一方面宣傳,一方面募捐”,“一個下午我們就可募捐到幾千塊錢,短短的四、五天,就募捐了萬多元”。同时街头也出现有署名陜西省團校中共黨員和陝西工商學院的传单《告人民警察書，人民警察愛人民》，呼吁警察“不要做對不起人民,對不起自己兄弟姐妹的事,充當了政府這場派系鬥爭的犧牲品,成為鎮壓學生的兇手”，并引用電視連續劇《便衣警察》的主题曲。
5月17日，北京學生絕食的第五天，学生们再次用大型海报展示各种口号，聲援北京學生,並且要求對4月22日的事件平反,並表达对中央政府的不满和訴求。西北大学、西安矿业学院、西北政法学院等29所高校近四万名学生上街游行。陕西师大、西北大学等5所高校近千名教职工（包括教師、教授——也参加了游行。政法学院、西北电讯工程学院、西北大学、西北工业大学等7校250余人先后宣布绝食。西安新闻界的新聞記者、新聞出版局等職工、社科院、科技界等单位部分工作人员参加了声援活动，並且出現西安市汽車大遊行。有很少數的一些工廠及單位的職工開始進行小規模的罷工。有市民要求學生出來領導他們支援學生運動。有學生指控有警察在示威中抓人。游行队伍最后到新城广场集中，有上千名學生在新城廣場絕食請願。群众中传言“如政府再不出面，工人将出来声援学生”。有學生領袖在接受香港媒體採訪時表示，西安市民“了解到情況而態度上有很大的變化”，開始時“認為學生運動一點用處都沒有,只是暴露一些東西,吵一吵;但後來,市民對學生的行動報以同情心,特別是看見學生有那樣的決心,進行絕食,於是報以很大的同情心”，並表示很多工人碍於政府及單位“對他們可能採取嚴厲處罰,都不敢公開行動支持我們”。當天大约有2000名学生乘火车前往北京聲援学生运动。西安交通大学管理学院各系推出十多名学生，100多人在劝阻无效的情况下乘火车赴京声援北京学生。當天晚上,高校聯會宣佈聯合總罷課,並且有298位學生宣佈絕食。
5月18日，继续有学生强行乘车到北京，西安開往北京的280次客車因3000多名學生強行登車,延遲五個多小時發車。 全國政協委員苗永壽等十名專家教授及西北政法學院112名敎師分別向中共中央及國務院發出《緊急呼籲書》、《公開信》,呼籲中共中央領導幹部與學生對話。上午，西安市38所高校的学生、工礦企業人員、陝西省與西安市機關團體職工和群众共數十萬人上街游行，声援北京、西安学生的绝食行动。西安大学有1300多人绝食。新城广场聚集了十万余人，市区主要街道交通堵塞。下午，在新城广场请愿的学生和群众冲进陕西省政府大院，聚集在办公楼前呼喊“侯宗宾出来”口号，并在院内游行、静坐、集会、发表演讲。有人在大楼前焚烧中國领导人的模拟像，有人张贴讽刺中國领导人的漫画。
到5月19日為止,共有2千名學生在西安市絕食。5月19日,西北政法学院“游行宣传小组”散布一份《西北政法學院民主宣言書》的传单，认为“民主与法制已为大势所趋”，并强调以和平理性方式推进政治改革，并列出“最低目标”与“最高目标”两类诉求：
最低目標：1.徹底否定「人民日報」社論的「動亂」一說，爲學運正名。2.公布「四・二三」真相，作到真正依法處理真正的兇手。3.維護憲法的尊嚴，任何人不得踐踏神聖的憲法，剝奪人民應有的權利。4.允許自辦民營報紙，在假話充斥的社會，人民需要真話。5.政府應該本著人道主義精神，用實際行動愛護絕食的學生，以平息事件的擴大。試問，一個自私的政府能否令人振臂嗎？6.打倒官倒，打破「錢權機制」，使人民而不是官僚得到更多的實惠，要治大小「官倒」，得先治住「老官倒」。
最高目標：1.加快政治體改步伐，徹底打碎官僚體制，儘快頒布實施「國家公務員法」。2.用權力限制權力，大應真正擔負起監督政府的職責，提高代表參政、議政能力，不再使人代會成為勞模表彰會。3.人民的權利是與生俱來的:我們有權處理自己的歸向，以維護作爲人而非奴隸的尊嚴。4.促使民主、法治、科學、博愛的社會早日形成，使人民安居樂業，人盡其才，學生能安心學習，到祖國真正的最需要的地方去。
该宣言还呼吁民众拒绝暴力与动乱，坚持团结和平表达诉求，并强调应以“誰犯罪誰受罰”的法治原则处理西安四二二事件。当日數千名學生在新城廣場聲援絕食學生,並募款資助三百名學生前往北京。到達北京的西安學生除了解天安門的情況外，也會向北京示威者透露西安的情況，並通過接受採訪等方式表達訴求，繼續要求平反四二二事件和當局懲辦打人的負責者。5月20日，一名西安市高校聯會負責人在北京接受香港媒體採訪，表示“政府經常向外宣傳說有人打、砸、搶、燒,其實絕大部份都是政府故意編造出來的”，在西安“軍警管制得非常嚴,而在情勢許可下,我們都會繼續罷課及遊行示威,爭取我們的要求能夠實現。我們是不會改變的”，希望“把這些不合理的事情暴露出來”。该受访者認為運動結果總體是失敗的，因為走向被軍管的結局，但亦表示遊行示威得以讓更多人思考國家的問題。
中央政府于5月20日在北京宣布戒严令后，西安的许多学生因害怕遭到政府镇压而开始返回自己的院校或住所 。然而，當時有谣言稱，大约有几名西安学生在北京被杀，此後抗議活动再次被點燃。5月20日上午，西安交大等12所高校1万多名学生上街游行，呼喊“打倒李鹏”、“取消戒严”等口号。解放军二炮指挥学院约200人也参加了游行。陕西师大的五、六名学生到公路学院静坐，并聲稱要到新城广场集体自杀抗議。
5月21日，继续有15所高校共约15000名学生冒雨上街游行，西北政法学院2000多名学生胸戴自花，抬着大花圈。学生沿途演讲，张贴传单，呼吁工人罢工。高校很多人散布美国之音、BBC电台的消息。还有人散发了各种的传单，谣传一些省市已宣布不承认李鹏政府，邓小平离京、北京有学生死亡等。
5月23日，有一些学生卧轨拦车，继续有学生上街示威。5月24日，有200多名學生在西安站臥軌攔車,造成西安鐵路樞紐和隴海線運輸中斷二個多小時。 西安交大、西北工业大学、陕西工学院等12所院校有大约7000人及一些工厂工人上街游行。西安交大数学系学生党支部发表《致学校党委的公开信》，指“学生运动是一场广泛的民主爱国运动，决不是所谓动乱”，“要求立即召开全校党员大会，收集全体党员关于目前局势的意见，通过党内渠道立即向上级党委直至中央反映”。
5月25日，西安光学仪器厂、东方机械厂、矿山机械厂、华山机械厂等8家工厂5000余名工人和二十餘所高校二萬名學生上街游行。他们在新城廣場集會演講,數萬名群眾在場圍觀。下午，西安交大、西北大学、电子科技大学等高校1200余名学生冲进火车站。其中有200多学生强行登上36次列车到北京聲援。
5月26日下午，西北大学等23所院校的5000多名学生和东方机械厂等工厂的1000多名工人上街游行。傍晚，大约10000名学生聚集在西安市新城广场舉行“陕西高校民主爱国运动联合会成立大会”和“声讨大会”，声讨“政府践踏学生”，“要求李鹏辞职”，并呼吁实现輿論自由，建立了全省范围的“陝西高校學生自治联合会”，負責人為馬宏良。晚上，西安交大等院校的千余名学生涌到西安火车站，企图乘火车进京，遭拒绝后，他们推倒车站围墙，强行进站，西安市公安局出动进行劝阻，晚十时半，大部分学生离开车站。
5月27日，市区秩序开始恢复正常。西北大学、工业大学、政法学院等8所院校的数百多名学生继续在新城广场静坐。一些学生复课，但受到支持罢课的所谓学生纠察队、“打狗队”的阻挠和指责。一些院校接到北京的通知，准备次日参加“全球华人大游行”。5月28日上午，10所高校5500余名学生在新城廣場集會遊行，响应当天的“全球华人大游行”，在新城广场游行，呼喊“完了？没完！”、“罢免李鹏”、“我们不是权力斗争的工具”、“为捍卫人权而战”等口号。下午继续有数百人静坐，其他人陆续离去。
5月29日下午，在新城广场静坐的十几名学生全部撤离，高校联设置的广播站被拆除。当日18所高校开始复课，广场秩序恢复。

## 6月
六四清場後，有大約数百人至2000人發動遊行。6月4日上午，西安交通大学、西北工大、陕西师大、西北大学等14所高校两万多名学生、教师和“市民声援团”、“市民讨血团”成员，抬着花圈，打着“反对镇压”、“血债要用血来还”的标语横幅，高呼“打倒XX”的口号，上街举行抗议游行，还有很多人围观。十二时许，新城广场汇聚了约三四万学生群众。下午，示威者开始冲击省政府大院，省政府办公楼的大门玻璃被砸碎，还有人焚烧花圈。晚九时许，陕西高自联组织1000多名学生开会，决定四日学生全部下工厂鼓动工人罢工；抢占院校广播站；组织特别纠察队以防备政府镇压学生。并要求学校下半旗，为死难学生致哀。晚11时，九所高校的广播室被抢占。
从6月4日至8日，一直有學生游行示威，或前往大中型企業鼓動工人罷工，各高校展開亦「空校運動」。自6月4日起,西安地區因交通癱瘓,通信線路破壞,公交企業損失四千萬元工業產值。6月5日，高校2400余名学生继续上街游行，并有一些学生到市东、南、西郊各大工厂门口阻拦工人上班，使企业工作受到影响。從6月5日至8日，示威群衆利用空置公共汽車設置路障，造成西安交通嚴重混亂。
6月6日，紡織城電話分局四百對電纜被破壞。一些学生到工厂区呼吁罢工，两家大型企业停产，十几家企业半停产。从6月5日至10日,西安各大、中型企業有職工罷工;西安紡織廠、東方機械廠、西安石油勘探儀總廠等數十個企業停產、半停產。
6月7日，各大院校大部分学生继续罢课，教师继续罢教。一些学生在市区主要路口设置路障，堵塞交通。还有一些学生到十几个工厂鼓动工人罢工。有十几个工厂的近千名工人乘车上街游行，声援学生。有人将邮电局电话二分局、三十九局电缆线切断，致使通讯中断。高校生往各大工廠號召工人罷工,阻攔工人上班,工廠停產,使二日間損失一百萬元人民幣。
6月8日，各高校比较平静，大小字报显著减少，市内交通已恢复正常，各厂矿生产开始恢复。美联社、法新社指示威者过去两天所设置的路障大都已被清除。西北政法学院和电子科技大学等不少学校的学生主动撤出了占领的校广播站，一些学生思想开始转变。但是，在钟楼广场附近的“工自联”高音喇叭，继续鼓动示威，声称“不怕打成反革命”，坚决支持学生。高自联设在钟楼的广播站则反复声明“这几天设路障堵塞交通不是学生干的”。上午十时许，有近千名工人拦截过往汽车，强行登车在市内游行。西北大学、西北政法学院、西安电子科技大学数百名学生分别堵截十多个工厂和单位的大门，不让职工上班，鼓动全市总罢工。大部分工人则不愿意。
6月9日，城区内的钟楼、新城广场和西五路口仍有三个广播站不停地广播外电报导和北京来电来函，有从北京回来的学生演讲“六四真相”。除钟楼及附近地区外，全市路障基本清除，全市交通基本畅通，商店正常营业。6月11日，西安当地政府開始对这些活动进行镇压。

## 另見
- 六四事件
- 六四事件中的陝西省
- 1989年中華人民共和國抗議地區列表